# 望月京奈
望月 京奈（もちづき けいな、1991年6月30日 - ）は、日本の女優。
株式会社エイジアプロモーション所属。

## 人物
- 出身：東京都
- 血液型：A型
- 身長：156cm
- 視力：右1.5、左1.2
- 趣味：ダンス（ガールズヒップホップ4年）、ダーツ、サーフィン
- 特技：水泳（12年）、エレキギター、ウェブデザイン
- 出身大学：専修大学　商学部マーケティング学科
- 好きな映画：グレイテスト・ショーマン、レ・ミゼラブル
- 好きな女優：中谷美紀
- 好きな食べ物：生肉、しめ鯖
- 嫌いな食べ物：ネギ

## 出演

### テレビ

#### ドラマ
- CX「SUITS」第3話 アナウンサー 役（2020年）
- EX「東京独身男子」第1話 結城千佳 役（2019年）
- CX「ペンション・恋は桃色」第1話・第5話（2019年）
- TBS「あなたには帰る家がある」植松絵里香 役（2018年）
- TBS／MBS「伊藤くんA to E」（2017年）
- CX「セシルのもくろみ」（2017年）
- EX「ドクターX～外科医・大門未知子～SP」看護師 役（2016年）
- NTV「花咲舞が黙ってない」第1話 テラー 役（2015年）
- CX「恋仲」司会者 役（2015年）
- TX「太鼓持ちの達人」第7話 リンカ 役（2015年）
- CX「FIRST CLASS」レギュラー:インターン 役（2014年）
- CX「ディアシスター」キャバ嬢 役（2014年）

#### バラエティー
- CX「痛快TVスカッとジャパン」（2017年）
- CX「キスマイBUSAIKU」マイコ 役（2017年）
- CX「幸せ追及バラエティ 金曜日の聞きたい女たち」（2016年）
- KTV「村上マヨネーズのツッコませて頂きます！」（2016年）
- CX「金曜日の聞きたい女たち」（2016年）
- CX「イケてる男と聞きたい女」（2016年）
- TX「東京撫子」（2015年）
- NTV「嵐にしやがれ 元旦SP」（2015年）

### CM
- 住友不動産（2020年）
- アサヒ飲料 「ウィルキンソン」Web Movie
- 森永製菓「プレミアムダース、ダースチョコレート」WEB（2017年・2018年）
- 武田薬品「アリナミン7シリーズ」セルフィー疲れ篇（2016年）
- アサヒ飲料「十六茶W」テニス篇（2016年）
- 楽天「楽天オーネット」パズル篇（2016年）

### 映画
- 「ごくやん～極道ヤンキーティーチャー」小桃渚 役（2015年）
- 「アラグレ」沙織 役（2013年）

### 舞台
- 忍法浪漫剣劇「百花百狼 ～戦国忍法帖 ～月下丸の章～」（2018年、全労済ホール スペース・ゼロ）
- 「竜馬を殺す」（2017年、恵比寿・エコー劇場）
- 「ギャル卒！！ 」（2017年、恵比寿・エコー劇場）
- 「NEWYORK NEWYORK」（2015年）
- 「ゴーストレストラン」（作・演出：大野泰広、2015年）
- 「竜馬が生きる」（演出：山本浩貴、2014年）
- 「レピとクレヨン」（2014年）

### PV・MV
- Mr.Children  ｢Marshmallow day｣
- SHUN「ThankU」
- ERIKA feat.TERRY「I believe｣

### WEB
- WEB番組「TIPSTAR」（2021年）

### ラジオ
- MBSラジオ「パックンたまご」レギュラー（2012年）

### その他
- Amazonオリジナルドラマ「東京ヴァンパイアホテル」（2017年）
- YouTube  ｢Spolay from Sportsnavi｣[2]